# Clytus clitellarius
Clytus clitellarius är en skalbaggsart som först beskrevs av Van Dyke 1920.  Clytus clitellarius ingår i släktet Clytus och familjen långhorningar. Inga underarter finns listade i Catalogue of Life.